# مدرسه جنگلی (مجموعه تلویزیونی)
مدرسه جنگلی نام یک مجموعه تلویزیونی عروسکی ایرانی در ژانر فانتزی و آموزشی به کارگردانی و تهیه‌کنندگی فرشید درخشان است. سرپرست نویسندگان این مجموعه علی عموکاظمی و نویسندگان قسمت‌های آن نیز امیرحسین جواهری و فریناز مختاری هستند. فصل اول این مجموعه از زمستان ۱۴۰۱ تا بهار ۱۴۰۲ از شبکه آموزش پخش شد. این مجموعه برای مخاطب نوجوان و بزرگسال در حوزه آموزش روان‌شناسی با تمرکز بر تله‌های شخصیتی تولید شده‌است.

## خلاصه داستان
رامین دانشجوی روان‌شناسی است که در حال نوشتن پایان‌نامه خود به جنگل می‌رود و در آنجا با حیوانات جنگل آشنا می‌شود. وی تصمیم می‌گیرد تا با انتقال معلومات خود به حل مشکل آنان بپردازد تا سلطان جنگل وی را نخورد.

## شخصیت‌ها
| نام           | نوع    | صداپیشه         | عروسک‌گردان    | بازیگر         |
| ------------- | ------ | --------------- | ------------- | -------------- |
| رامین         |        |                 |               | رامین ناصرنصیر |
| شیرپلا        | شیر    | محمد روشنی      | محمد لقمانیان |                |
| قلوه          | گوسفند | امیرحسین انصافی | محمد اعلمی    |                |
| باسلق         | خارپشت | سامان مظلومی    | سعید موسوی    |                |
| ایفل          | زرافه  | علی ساقی        | مهسا فلاح     |                |
| سیروس جنگل‌بان | انسان  | امیرحسین انصافی | محمد لقمانیان |                |
| خاله بیگودی   | خرگوش  | فهیمه باروتچی   | صبا قدیمی     |                |
| حبه           | لاک‌پشت | نازنین صادق     | فاطیما قاسمی  |                |
| شیرین         | شیر    | فهیمه باروتچی   | صبا قدیمی     |                |
|               | روباه  | سامان مظلومی    | محمد اعلمی    |                |

## عوامل تولید
- تهیه‌کننده و کارگردان: فرشید درخشان
- سرپرست نویسندگان: علی عموکاظمی
- نویسندگان: امیرحسین جواهری، فریناز مختاری

(طرح اولیه: هادی حوری)
- دستیار اول کارگردان و برنامه‌ریز: مرجان پورغلامحسین، پویان تیمناک
- مدیر تصویربرداری: علیرضا سلیمانیان
- تدوینگر: محمدرضا رسولی
- منشی صحنه: مهسا جعفری
- موسیقی متن: امیرحسین انصافی
- جلوه‌های بصری: فرید براری
- طراح دکور: امیر بنایی
- مدیر صدابرداری: احسان نوبخت[۴]